# Beduini
Beduini (arasko بَدَوِي, badawī) so arabska nomadska etnična skupina. Razdeljeni so na plemena ali klane znane v arabščini kot ʿašāʾir (عَشَائِر), klani pa se še naprej delijo na družine, ki se imenujejo bayt. Beduini v glavnem živijo v Sirski puščavi in v puščavskih območjih severne Afrike, Arabskem polotoku, v Iraku in Levantu. Ime beduin je množina arabske besede badawī (بدوي). Vodja beduinskih plemen je šejk (arabsko شيخ‎, latinizirano šayḫ, dobesedno 'starejši'). Člani beduinskega plemena verjamejo da izhajajo iz enega skupnega prednika.
Beduini v glavnem živijo od ovčereje, kozjereje in kamel. Nekateri so lovci, ukvarjajo pa se tudi z razbojništvom.

## Družba
Nek beduinski rek pravi »Jaz proti bratu, moj brat in jaz proti mojim sorodnikom, moji sorodniki in jaz proti tujcem«. S tem rekom je predstavljena hierarhija pripadnosti, ki je osnovana na rodbinskih odnosih in se giblje od najožje družine, preko rodbine, plemena in vse do celotne skupine, genetsko ali jezikovno povezane (kar naj bi bilo osnova za obstoj sorodstva). Na osnovi te hierarhije se rešujejo nesporazumi, delajo načrti pa tudi red in zakon, vse v skladu z etičnim kodeksom samopomoči in kolektivne odgovornosti. Družinska enota, ki jo v naravi predstavlja en šotor ali bayt, sestoji iz treh ali čtirih odraslih članov, (zakonski par z brati in sestrami ali starši) in otroci.
Te skupine so se združevale v qawm (pleme) in potovale skupaj. Včasih so bile povezane po moški liniji ali so se združevale s poroko (posebej je bilo zaželeno da imajo nove žene moške sorodnike, ki bi se pridružili plemenu), na osnovi poznanstva ali brez jasno definirane zveze, samo zaradi povečanja plemena.
Širši krog v hierarhiji skupine je bil ibn ʿamm (sorodnik ali 'stričev sin') kot tudi skupina potomcev, navadno v razponu od treh do pet kolen. Ti so se pogosto združevali v plemena in ta so bila sestavljena iz ljudi, ki so bile v sorodstvenih zvezah. V okviru teh plemen so bili razdeljeni na skupine, ki so se ukvarjale z različnimi posli, da bi zmanjšale stopnjo rizika tako, da ko bi ena skupina imela finančne težave, bi ji druga lahko pomagala. V praksi so te skupine odprte in pripravljene prilagoditi svoje genealogije z uvedbo novih članov.
Največjo moč odločanja v plemenu ima samo pleme v celoti, ki ga vodi šejk. Pleme je za šejka navadno postavilo nekoga s katerim je večina imela skupnega prednika. Šejk ima vlogo posrednika v odnosu beduinov z vlado in organizacijami izven plemena.
Beduini so tradicionalno imeli močne kodekse časti, okoli katerih se vrtijo sistemi pravice in oprostitve.

## Zgodovina

### Zgodnje obdobje
Zgodovinsko beduine povezujemo z nomadsko živinorejo, poljedelstvom in včasih ribištvom. Dohodke so pridobivali tudi s transportom stvari in ljudi preko puščave. Pomanjkanje vode in površin primernih za živinorejo so zahtevale od beduinov stalno premikanje.

### Osmansko obdobje
Ob koncu 19. stoletja so se mnogi beduini začeli ukvarjati s polnomadskim načinom življenja. Na to je vplivala tudi oblast Osmanskega cesarstva , ki je začela prisilni proces sedenterizacije beduinov, ki so živeli na njihovem ozemlju. Osmanska oblast ja na beduine gledala kot na pretnjo državni kontroli, zato so vlagali velike napore v vzpostavitev reda in zakona v puščavi Negev. Leta 1858 je bil sprejet nov zakon o zemljiški knjigi v Osmanskem cesarstvu, s katerim je bilo ponujeno legalno zemljišče za premestitev beduinov. Ker je Osmansko cesarstvo počasi izgubljalo moč, je bil cilj zakona obvezne registracije zemljišča tudi povečanje prihodkov od davkov.
Ob koncu 19. stoletja je sultan Abdulhamid II. naselil lojalne muslimanske skupine iz Balkana in Kavkaza v območja, ki so jih pretežno naseljevali nomadski prebivalci v regiji današnje Sirije, Libanona, Jordanije in Izraela in tako da je ostalo zelo malo možnosti za selitve.  
Osmanska oblast je omogočila tudi prehod velikih državnih parcel v privatne roke, ki so jih sultani ponudili efendijem. Prišlo je mnogo novih prebivalcev za obdelavo novo pridobljene zemlje in pogosto je to bila zemlja ki je pripadala beduinom.
Med prvo svetovno vojno so se negevski beduini borili na strani Turkov proti Britancem, a so se kasneje umaknili iz borbe. Hamad paša el- Sufi, šejk plemena Tarabin je vodil enoto 1500 ljudi, ki se je pridružila turški ofenzivi na Sueški prekop.  
V vzhodnjaški zgodovini so beduini opisani kot nekdo na katerega spremembe v zunanjem svetu skoraj niso vplivale vse do nedavna. Za njihovo družbo često rečejo da je to »svet v katerem čas ne teče«.  Današnji znanstveniki prikazujejo beduine kot fosilizirane ali zaostal primer nespremenljive puščavske kulture. Emanuel Marks je nakazal da so Beduini v stalnem stiku in da so imeli dvosmerno komunikacijo z mestnimi središči. 

### Beduini v 20. stoletju
V 1950-ih in 1960-ih so številni beduini iz srednje-zahodne Azije začeli opuščati nomadski način življenja in se naselili v mestih, predvsem zaradi zmanjšanja naseljivih površina in povečanja populacije. Na primer, v Siriji je bil beduinski način življenja končan zaradi velike suše, ki je trajala od leta 1958 do 1961, in je prisilila mnoge beduine da so opustili živinorejo in se začeli ukvarjati z običajnimi deli . Podobno se je zgodilo zaradi predpisov vlade v Egiptu, Izraelu, Jordaniji, Tuniziji in Iraku, zaradi proizvodnje nafte v arabskih državah Perzijskega zaliva in v Libiji, kot tudi zaradi želje za izboljšanju življenjskega standarda.
Vladni ukrepi, ki so pritiskali na beduine v nekaterih primerih so bili sprejeti zaradi vzpostavljanja družbenih institucij (izobraževanje, zdravstvena nega, itd.), v drugih primerih pa so bili osnovani z željo zavzeti zemljo, ki je tradicionalno pripadala beduinom. 
Hitre in drastične spremembe v slogu življenja spremljajo tudi različni problemi kot je: povečanje stopnje siromaštva, kriminala in nezaposlenosti. So pa tudi pozitivni učinki; beduini so dobili dostop do modernega zdravstvenega sistema, šolanja in neznatno povečanje ženskih pravic.

## Beduini v različnih državah

### Beduini v Saudovi Arabiji
Arabski polotok je izvorno prostor beduinov. Od tu so se začeli širiti v sosednje puščave zaradi pomanjkanja vode in hrane. Po tradiciji so saudski beduini potomci dveh skupin. Jemeniti so se naselili na jugozahodu Male Azije, v gorah Jemna in trdijo da so potomci pol-legendarnega prednika po imenu Kahtan. Druga skupina, Kaisiti, so bili naseljeni severno-centralno in trdijo da so potomci biblijskega Izmaila.
Po islamskem izročilu je prerok Mohamed uspel skoraj vse beduine spreobrniti v islam preden je umrl. Beduinski bojevniki so predstavljali jedro muslimanske vojske, ki je napadla območja Bližnjega vzhoda in severne Afrike v 7. stoletju.
Na področju Saudove Arabije so še številna druga beduinska plemena. Nekatera so: Saluba, Šamar el- Murah, Kara, Mahra, Harasis, Davsir, Harb, Subaje, Utajba, Kahtan in Jam. Tu in v sosednjih puščavah je okoli 100 velikih plemen s 1000 in več člani. Nekatera plemena imajo do 20.000 članov, nekaj največjih celo 100.000 članov. Anzah je največja plemenska zveza na severu Arabskega polotoka. V tej zvezi je največje pleme Rvala, ki ima več kot 75 000 članov in se premika med Sirsko puščavo, Jordanijo in severnim delom Saudove Arabije. Beduini so v Saudovi Arabiji predstavljali večinsko prebivalstvo v prvi polovici 20. stoletja a se je zaradi spremembe načina življenja njihovo število dramatično zmanjšalo.

### Beduini v Siriji
Sirija je bila ena od prvih ozemelj, ki so jih naselili beduini izven puščave Arabskega polotoka. Danes jih je okoli milijon in žive od vzgajanja ovac in koz. Največje beduinsko pleme v Siriji se imenuje Ruvalah. Drugo veliko pleme je Anizah, ki je prišli iz Arabskega polotoka v 18. stoletju. 
Beduini so se ukvarjali z živinorejo vse do poznih 1950-ih ko je bila ta praksa prekinjena zaradi velike suše med letoma 1958. do 1961 in so se bili beduini primorani oprijeti običajnih del. Pomembna je bila tudi uradna ukinitev pravnega statusa beduinskih plemen v sirskem zakonu, ki se je zgodil vzporedno s poskusom vladajočega režima Baas partije da iztrebi tribalizem (težnja po uveljavljanju koristi plemenske skupnosti, kake skupine, ki ni v skladu s koristmi države, širše skupnosti). Prednosti običajnega prava glede na državni zakon so bile neformalno priznane in jih država tolerira. Leta 1982 se je rodbina el- Asad obrnila na plemenske vodje beduinov za pomoč pri uporu Muslimanske bratovščine proti vlade el- Asada in pokola v Hami. Odločitev beduinskih šejkov da podprejo Hafeza al Asada je prinesla spremembe stališč vlade, ki je dovolila beduinskim vodjem da sodelujejo pri razvojnih reformah in s tem podpirajo njihov status in običaje.
Sirska državljanska vojna je vzrok da so mnogi beduini postali izgnanci in našli zatočišče v Jordaniji, Turčiji, Libanonu in drugih državah.

### Beduini v Egiptu
Beduini v Egiptu v glavnem živijo na Sinajskem polotoku in v predmestju Kaira.  Zadnja desetletja so bila težke za tradicionalno beduinsko kulturo zaradi sprememb okolja in ustanavljanja novih mest na obali Rdečega morja, kot na primer Šarm el Šejk. Beduini se v Egiptu srečujejo z nizom izzivov: izguba tradicionalnih vrednosti, nezaposlenost, problemi okoli zemljišč, itd. Z urbanizacijo in pojavom novih možnosti za izobraževanje so beduini začeli vstopati s poroko izven svoje skupnosti, kar je bilo nekoč nesprejemljivo.
Ko je na Sinajskem polotoku začel cveteti turizem, so se beduini odločili da se preusmerijo v sektor uslug in postali taksisti, turistični vodniki ali odprli lokale. Zaradi velike konkurence so mnogi sinajski beduini nezaposleni, zato se tisti, ki živijo vzdolž meje Egipta z Izraelom ukvarjajo s preprodajo mamil in orožja, kot tudi s trgovino z ljudmi za prostitucijo in delavce iz Afrike.
V večini držav na Bližnjem vzhodu beduini nimajo pravice posedovati zemljo ampak jo imajo samo pravico uporabljati , kar še posebej velja za Egipt. Od sredine 1980-ih so beduini, ki so posedovali večje površine primorske lastnine izgubili kontrolo nad večjim delom površine, ker jo je imela za državno last in jo prodala hotelskim operaterjem,.
V letu 1999 je bila izvedena zadnja akcija odvzema zemlje, ko je vojska z buldožerji zbrisala tabore severno od Nuveiba, kar je bila zaključna faza razvoja hotelskega sektorja in je bila izvedena pod nadzorom agencije za razvoj turizma. Naveden razlog za odvzem je bil, ker beduini niso živeli tukaj pred letom 1982.
Revolucija 2011- 2012 je sinajskim beduinom prinesla več svobode, vendar ker so bili vmešani v preprodajo orožja v Gazi, in več terorističnih napadih na egipčansko-izraelski meji, je egipčanska vlada jesen 2012 začela vojno akcijo na Sinaju. Tako je vojska uničila preko 120 podzemnih tunelov, ki so vodili iz Egipta v Gazo in so jih uporabljali kot kanale za ilegalne prehode in prinašali zaslužek beduinskim družinam in palestinskim klanom na drugi strani meje. Po pogajanjih je bila akcija končana z novim dogovorom med beduini in egipčanskimi oblastmi. 

### Beduini v Izraelu
Neposredno pred razglasitvijo izraelske neodvisnosti leta 1948, ko je Negevska puščava postala del Izraela, je v njej živelo med 65.000 in 90.000 beduinov. Po letu 1948 jih je ostalo le okoli 15000, po nekaterih virih celo manj, samo 11 000. 
Vsem beduinom je bilo leta 1954 odobreno izraelsko državljanstvo. 
Beduini, ki so ostali v Negevski puščavi so pripadali konfederaciji »Tijaha«  in manjšim skupinam kot Azama in Jahalin. Po letu 1948 so se nekateri razselili. Pleme Jahalin je živelo do 1950-ih v Tel Aradu, regiji Negevske puščave. V 1950-ih so bili Jahalini med plemeni, ki so se, po mnenju Emanuela Marksa »preselila ali so bila pregnana s strani vojne uprave«.  Končali so v tako imenovani E1 oblasti vzhodno od Jeruzalema. Okoli 1600 beduinov je služilo v izraelski vojski, mnogi kot vodniki v elitnih enotah.
Znano je, da so beduinski pastirji prvi odkrili Kumranske rokopise (zbirka hebrejskih tekstov) v judejskih pečinah v Kumranu leta 1946. 972 tekstov velikega verskega, kulturnega, zgodovinskega in lingvističnega pomena je bilo najdenih v naslednjih desetletjih in mnoge so našli prav beduini.
Uporna izraelska administracija je poskušala beduine v Negevu naseliti. Med letoma 1967 in 1989 je Izrael je zgradil sedem naselij severovzhodno od Negeva, Tel as- Sabi ali Tel Ševa sta bili med prvimi. Največje, Rahat, je imelo 53 000 prebivalcev (2010)  in je bilo največje beduinsko naselje na svetu. Po podatkih izraelske administracije (2007) okoli 60 % negevskih beduinov živi v urbaniziranih okoljih. Ostali živijo v tako imenovanih nepriznanih vaseh. Te vasi so grajene kaotično, brez lokalne infrastrukture. Vasi so raztresene širom severnega Negeva tudi na neprimernih mestih kot so vojna območja, površine z naravnimi rezervami, deponije, itd.
29. septembra 2003 je bil sprejet načrt »Abu Basma«, na osnovi katerega je bil ustanovljen nov regionalni svet za združitev nekaj nepriznanih beduinskih naselij. Potrebno je bilo ustanoviti sedem novih beduinskih naselij, kar je pomenilo priznanje nepriznanih naselij in s tem priznanje statusa občine in vse osnovne usluge in infrastrukturo. 
Izrael trenutno gradi ali obnavlja 13 naselij v Negevu. Vsak bo opremljen z osnovno infrastrukturo: šolo, zdravstvenim domom, pošto, itd., elektriko, tekočo vodo in ravnanje z odpadki. Planirana je tudi izgradnja nekaj industrijskih con za zmanjšanje brezposelnosti. Izraelskim beduinom je omogočeno brezplačno izobraževanje in zdravstvene usluge. Dobijo tudi otroški dodatek, zato je nataliteta med beduini visoka (5% na leto). Stopnja brezposelnosti je še naprej visoka, malo ljudi ima končano srednjo šolo (4%), še manj diplomo fakultete (0.6%).

### Beduini v Jordaniji
Večina beduinskih plemen je migrirala od 14. do 18. stoletja na ozemlje današnje Jordanije. Danes beduini predstavljajo med 33 in 40% prebivalstva Jordanije. Imajo jih za okostje kraljevine, poseben odkar podpirajo monarhijo. 
Večina jordanskih beduinov živi v ogromni puščavi, ki se razteza vzhodno od puščavske avtoceste. Vzhodni beduini so vzgojitelji kamel in živine, zahodni pa se ukvarjajo z vzgojo ovc in koz. Nekateri živijo polnomadsko življenje, del leta so nomadi, preostanek pa preživijo na svojem domu kot poljedelci.
Jordanska vlada jim omogoča funkcioniranje raznih služb kot je izobraževanje, nastanitev, zdravstvene ustanove.
V zadnjih letih raste nezadovoljstvo beduinov z vladajočo monarhijo a kralju uspeva vzdrževati stanje. V avgustu 2007 se je policija zapletla z okoli 200 beduini, ki so blokirali glavno avtocesto med Amanom in pristaniščem Akaba. Živinorejci so protestirali zato ker jih vlada ne podpira v trenutku ko cene živinske hrane vrtoglavo rastejo, bili pa so tudi ogorčeni ker vlada pomaga migrantom.
Dogodki v zvezi z Arabsko pomladjo leta 2011 so izzvali demonstracije tudi v Jordaniji, sodelovali so tudi beduini. Težko je pričakovati podoben upor kot v drugih arabskih državah. Glavni razlog za to je veliko spoštovanje monarha in kontradiktorni interesi različnih skupin jordanske družbe. Kralj Abdulah II. se drži na distanci od obtožb in dovoli da krivica pade na nekoga od ministrov, ki jih menja kot mu pade na pamet.